# Autoput A2 (Serbia)
L'autostrada A2 è un'autostrada serba, che al termine dei lavori di costruzione congiungerà la capitale Belgrado con Požega.
Attualmente è aperta al traffico da Belgrado fino a Čačak.
È in previsione un'ulteriore estensione, da Požega al confine montenegrino presso Boljare, oltre il quale proseguirà come A1 fino ad Antivari.

## Tabella percorso
| Belgrado - Požega |                                                                    |       |      |           |                |
| Tipo              | Indicazione                                                        | ↓km↓  | ↑km↑ | Distretto | Avanzamanto    |
|                   | Strada 475 per Belgrado Centro Autostrada A1                       | 0,0   |      | Belgrado  | - in esercizio |
|                   | Jakovo                                                             | --    |      | Belgrado  | - in esercizio |
|                   | Ponte sul fiume Sava                                               | --    |      | Belgrado  | - in esercizio |
|                   | Obrenovac                                                          | --    |      | Belgrado  | - in esercizio |
|                   | Barriera di Obrenovac                                              | --    |      | Belgrado  | - in esercizio |
|                   | Ub                                                                 | --    |      | Kolubara  | - in esercizio |
|                   | Area di servizio                                                   | --    |      | Kolubara  | - in esercizio |
|                   | Lajkovac - Valjevo                                                 | --    |      | Kolubara  | - in esercizio |
|                   | Area di sosta                                                      | --    |      | Kolubara  | - in esercizio |
|                   | Ljig                                                               | --    |      | Kolubara  | - in esercizio |
|                   | Area di sosta                                                      | --    |      | Kolubara  | - in esercizio |
|                   | Area di sosta                                                      | --    |      | Moravica  | - in esercizio |
|                   | Takovo                                                             | --    |      | Moravica  | - in esercizio |
|                   | Area di servizio                                                   | --    |      | Moravica  | - in esercizio |
|                   | Preljina - Čačak Nord Autostrada A5 (in costruzione)               | --    |      | Moravica  | - in esercizio |
|                   | Area di sosta (solo dir. sud)                                      | --    |      | Moravica  | - in esercizio |
|                   | Pakovraće - Čačak Ovest                                            | 131,3 |      | Moravica  | - in esercizio |
|                   | fine tratto in esercizio                                           |       |      | Moravica  | in costruzione |
|                   | Area di sosta (solo dir. sud)                                      | --    |      | Moravica  | in costruzione |
|                   | Lučani                                                             | --    |      | Moravica  | in costruzione |
|                   | Galleria Laz (2900m)                                               | --    |      | Moravica  | in costruzione |
|                   | Galleria Munjino Brdo (2800m)                                      | --    |      | Zlatibor  | in costruzione |
|                   | Požega Autostrada A10 per la Bosnia (in progetto)                  | --    |      | Zlatibor  | in costruzione |
|                   | Medjurecje                                                         | --    |      | Zlatibor  | in progetto    |
|                   | Raspoganče                                                         | --    |      | Zlatibor  | in progetto    |
|                   | Barriera                                                           | --    |      | Zlatibor  | in progetto    |
|                   | Confine tra il Montenegro e la Serbia Autostrada A-1 per Podgorica | 258,0 |      | Zlatibor  | in progetto    |